# Eugene Talmadge
Eugene Talmadge (* 23. September 1884 in Forsyth, Georgia; † 21. Dezember 1946) war ein US-amerikanischer Politiker und mehrfacher Gouverneur von Georgia.  Bekannt wurde er auch durch die politische Krise, die sein Tod 1946 auslöste und die zu der bizarren Situation führte, dass Georgia plötzlich drei Gouverneure gleichzeitig hatte.

## Jugend und politischer Aufstieg
Der junge Eugene studierte an der University of Georgia Jura. Anschließend war er Verwaltungsangestellter beim Bezirk Telfair in Georgia. Zwei Versuche, in das Parlament des Staates Georgia gewählt zu werden, scheiterten. Immerhin wurde er 1926 zum Landwirtschaftsminister des Staates gewählt. In diesem Amt wurde er zweimal wiedergewählt. Allerdings geriet er bald in die Kritik. Seine Gegner warfen ihm Bereicherung vor, weil er u. a. mit Regierungsgeldern Reisen zu Pferderennen finanzierte. Geschadet hat ihm diese Kritik im Georgia jener Zeit nicht. 1932 wurde der bisherige Gouverneur Richard B. Russell in den US-Senat gewählt und Talmadge beschloss selbst für das Amt des Gouverneurs zu kandidieren. Nachdem er die Nominierung der Demokratischen Partei erhalten hatte, war die Wahl nur noch eine Formsache, weil es zu jener Zeit keine ernsthafte Opposition in Georgia gab. Die Republikaner waren in diesem Staat so schwach, dass sie praktisch nicht existierten.

## Gouverneur von Georgia
Dem Wahlsieg von 1932 folgte die Wiederwahl 1934. Er regierte den Staat autoritär. Seine Gegner bezeichneten seine Maßnahmen zur Durchsetzung seines Willens des Öfteren als diktatorisch. Er war ein Kritiker von Präsident Franklin D. Roosevelt, obwohl beide Politiker der gleichen Partei angehörten. 1936 konnte er verfassungsgemäß nicht wiedergewählt werden. Stattdessen kandidierte er für den US-Senat und unterlag Senator Russel klar. 1938 nahm er einen erneuten Anlauf, in den Senat gewählt zu werden. Diesmal unterlag er gegen Senator Walter F. George. 1940 wurde er erneut für zwei Jahre zum Gouverneur von Georgia gewählt. In dieser Zeit kam es zu einem Konflikt mit der University of Georgia. Talmadge beschuldigte den bisherigen Dekan Walter Cocking kommunistischer Umtriebe und verlangte von der Universitätsleitung, ihn nicht in seinem Amt zu bestätigen. Das Gremium lehnte den Antrag des Gouverneurs ab, der daraufhin drei Mitglieder des Verwaltungsrats der Universität aus ihren Ämtern entließ und diese durch drei seiner Gesinnungsfreunde ersetzte. Nun wurde Cocking mit der neuen Mehrheit entlassen. Das führte zu Sanktionen des „Southern Association of Colleges“, eines Schul- und Universitätsverbunds im Süden der USA, gegen die University of Georgia. Dieser Konflikt führte dann 1942 auch zur Abwahl des Gouverneurs. Neuer Gouverneur wurde Ellis Arnall. In dessen Amtszeit wurde die Legislaturperiode des Gouverneurs von zwei auf vier Jahre verlängert. Dafür wurde eine Wiederwahl eines Gouverneurs nach vier Jahren untersagt. Außerdem wurde das Amt des Vizegouverneurs in Georgia neu eingeführt. Talmadge beschloss nach Ablauf der vierjährigen Amtszeit Arnalls im Jahre 1946 trotz gesundheitlicher Probleme erneut zu kandidieren und schaffte es tatsächlich, nach 1932, 1934 und 1940 ein viertes Mal zum Gouverneur von Georgia gewählt zu werden.

## Talmadges Tod und die Krise der drei Gouverneure
Am 21. Dezember 1946 starb Talmadge an einem Leberleiden, noch bevor er in das Amt des Gouverneurs eingeführt worden war. In der Folge kam es zu einer der bizarrsten Situationen in der gesamten amerikanischen Geschichte. In der Verfassung von Georgia war erst vor kurzem das Amt des Vizegouverneurs geschaffen worden und sollte nun erstmals besetzt werden. Melvin Thompson, ein Gegner von Talmadge, war bei den Wahlen 1946 als erster Vizegouverneur Georgias gewählt worden. Laut Verfassung sollte der Vizegouverneur das Amt des Gouverneurs ausüben, falls dieser während seiner Amtszeit verstarb oder aus anderen Gründen aus dem Amt schied. Nun war Talmadge zum Zeitpunkt seines Todes aber noch gar nicht im Amt, und die Diskussion um die Nachfolge entbrannte zwischen drei Gruppen. Zum ersten beanspruchte Thompson als gewählter Vizegouverneur das Amt für sich. Die Talmadge-Anhänger waren entschieden gegen diese Lösung. Sie schlugen die Wahl von Herman Talmadge, dem Sohn des verstorbenen Gouverneurs, durch die Nationalversammlung vor. Schließlich folgte die Versammlung diesem Vorschlag und wählte am 15. Januar 1947 Herman Talmadge zum neuen Gouverneur. Daraufhin klagte Thompson vor dem Obersten Gerichtshof von Georgia. Der scheidende Gouverneur Ellis Arnall sah nun ein weiteres Problem. Da er nicht genau wusste, wer denn nun sein Nachfolger sei, weigerte er sich, das Amt zu übergeben. Das brachte die Talmadge-Anhänger in Rage, sie hassten Arnall ohnehin wegen seiner Politik der letzten vier Jahre. Unter den Anhängern der verschiedenen Lager kam es zu handfesten Schlägereien. Inzwischen hatte Herman Talmadge das Gouverneursgebäude militärisch besetzen lassen und erklärte sich zum Gouverneur von Georgia, während Arnall und Thompson ebenfalls dieses Amt beanspruchten. Kurzzeitig hatte Georgia im Januar 1947 also gleichzeitig drei Gouverneure. Schließlich gab Arnall auf und erkannte Thompson als neuen Gouverneur an. Somit gab es aber immer noch die beiden Kontrahenten Thompson und Herman Talmadge, die den Staat für weitere zwei Monate in ein politisches Chaos stürzten. Im März 1947 entschied der Oberste Gerichtshof von Georgia zugunsten von Thompson. Dieser sollte bis zu den Neuwahlen 1948 als Gouverneur amtieren. Herman Talmadge gab überraschend schnell auf und bereitete sich auf die Neuwahlen vor, die er 1948 dann auch gewinnen sollte.
Die durch den Tod von Eugene Talmadge ausgelöste Krise hat den Ruf des Staates Georgia schwer beschädigt, weil man darin einen Rückfall in längst überwundene Zeiten sah. Eugene Talmadge machte im Juni 2007 noch einmal Schlagzeilen, als das FBI alte Akten aus dem Jahr 1946 unter dem neuen Freedom of Information Act veröffentlichte, in denen das FBI Talmadge verdächtigte, in einen Mord an zwei schwarzen Ehepaaren in Monroe, Georgia, verwickelt gewesen zu sein und dass er die Täter aus wahltaktischen Gründen geschützt habe.

## Weiteres
Ihm zu Ehren ist die Talmadge Memorial Bridge in Savannah, Georgia benannt. Diese überquert den Savannah River und verbindet die Innenstadt von Savannah mit dem Carolina Low Country.